# Ґолоше (Груєцький повіт)
Ґолоше (пол. Gołosze) — село в Польщі, у гміні Блендув Груєцького повіту Мазовецького воєводства.
Населення — 147 осіб (2011).
У 1975-1998 роках село належало до Радомського воєводства.

## Демографія
Демографічна структура станом на 31 березня 2011 року:
|          | Загалом | Допрацездатний вік | Працездатний вік | Постпрацездатний вік |
| -------- | ------- | ------------------ | ---------------- | -------------------- |
| Чоловіки | 72      | 15                 | 43               | 14                   |
| Жінки    | 75      | 17                 | 38               | 20                   |
| Разом    | 147     | 32                 | 81               | 34                   |